# Sainte-Colombe (Charente-Maritime)
Sainte-Colombe é uma comuna francesa na região administrativa da Nova Aquitânia, no departamento de Charente-Maritime. Estende-se por uma área de 4,38 km². Em 2010 a comuna tinha 109 habitantes (densidade: 24,9 hab./km²).